# 大阪あそ歩
大阪あそ歩は2008年に開始された大阪市の地域住民観光事業。「まち歩き」事業の一環で、市民ガイドが大阪市域を案内している。

## 背景
名所旧跡や大型遊園地による集客が日本の観光行政の主流であったが、観光行動の成熟によって地域の歴史風土を反映する住民の生活そのものが重要な観光素材として注目されるようになった。これは日本ではいままで見過ごされてきた都市観光において有力な手段とみなされた。「まち歩き」が観光集客の手法として公式に試行されたのは2006年の「長崎さるく博06」であるが、同時期に大阪市ではコミュニティ・ツーリズムの開発が模索されていた。大阪市は大阪商工会議所らとともに「大阪コミュニティ・ツーリズム推進連絡協議会」を立ち上げ、その中核事業として「大阪あそ歩」を開始した。
「まち歩き」による観光という発想の源流には赤瀬川原平らの「路上観察学会」があるが、「長崎さるく」や「大阪あそ歩」は行政事業として取り組んだ最初のものと言える。その後、「大阪あそ歩」は、観光手段としてだけでなく、ガイドと参加者による市民活動として「まちづくり」や「市民協働」の側面からも注目されている。

## 経過
大阪市は「大阪あそ歩」事業のチーフ・プロデューサーに長崎さるく博の総合プロデューサーであり大阪市出身の茶谷幸治を起用した。茶谷は、長崎市より数倍の人口規模を持つ大阪市の「まち歩き」は、行政の補助と指示によって運営されるのではなく、市民の自発的な意思と行動に基づかなければ市民間に定着しないし継続しないと考えて、徹底的な市民の自立活動をめざした。このことが、その後にわたって「大阪あそ歩」の重要な特色となっている。
2008年10月には「住吉」と「コリアタウン」の２コース、翌年09年には25コース、10年春には100コースを超え、11年春には基本になる150コースが作成された。急速なコース数の拡大を図ったのは市内24区に地域主体ツーリズムを同時に認知させるためで、150コース造成によって12年春には『大阪あそ歩マップ集』3冊を発行するにいたった。マップ集は市内大手の書店で販売され2年ほどで2万冊以上を売り上げ、マスコミに取り上げられて話題になった。
事業開始3年を経過した2012年に大阪市の手から離れて、運営のすべてを市民ガイドの手にゆだねることにした。その２年後には行政からの財政補助もなくなり、それ以降、完全に自立した市民活動として存立している。

## 運営組織
2008年10月に大阪市は大阪コミュニティ・ツーリズム推進連絡協議会を発足させ、財団法人大阪観光コンベンション協会（現・公益社団法人大阪観光局）に「大阪あそ歩」の事務局を設けた。運営はプロデューサー制を導入し、チーフ・プロデューサー茶谷幸治、アシスタント・プロデューサー陸奥賢が任に着いた。運営事務は協会スタッフがあたった。財政は大阪市がほとんどを負担して2009年度には市の重点事業として3,500万円の予算が計上されている。その後、3年間の重点事業期間を経て事業予算は大幅に縮小され、2012年1月には事務局を外部に移転して運営主体として一般社団法人大阪あそ歩委員会が設立された。
一般社団法人大阪あそ歩委員会は財政的にも運営組織としても行政からきりはなされた独立した市民の自立活動組織として「大阪あそ歩」を運営している。執行機関である理事会もすべての理事がガイドによって構成されている。社団法人の社員も全員が同委員会が公認するガイドである。運営経費はガイドの会費によってまかなわれており、2017年には非営利型一般社団法人になった。創設時に行政の事業であった組織体が独立して市民の自立による市民活動組織として存続している例は日本では非常に少なく、その運営形態と手法が全国から注目されるようになった。

## 活動内容と運営手法
「大阪あそ歩」は「まち歩き」と「まち遊び」の2種の活動から成立している。「まち歩き」はガイドがコースを案内するもので、大阪市内の歴史、伝統、習俗や伝説を訪ねてガイドの語り口を楽しむ。「まち遊び」は季節の行事や風物を遊ぶもので、花見から茶屋体験、寺社伝統事業などさまざまな地域イベントが含まれている。これらはすべてガイドによって企画されており、したがって発表されるプログラムはガイド自身のエントリーによるもので、ガイド自身が提供者になる。参加費は、行政補助のあった期間はひとり1000円であったが、独立後は1500円が基準になっていて、一部を会費として全体の運営費用に充てている。
ガイドによってエントリーされた企画は理事会によってプログラムに組み立てられてウェブのホームページに公表される。「大阪あそ歩」の公表媒体はこのホームページのみで、参加希望者は画面から予約を入れる。参加費用は集合時点で支払う。企画の方向や内容はチーフ・プロデューサーが中心となって組み立て、町衆会議と呼ばれるガイド会議で全体を協議する。チーフ・プロデューサーはホームページ画面の作成や予約の管理を行って全体を統括する。このような運営手法は運営作業と費用の負担を極小にするために採用されたもので、インターネットを活用することで可能になった。その結果として費用は年間100万円を下回っている。
「大阪あそ歩」の運営手法は、ニューヨークやロンドンなど多くの海外のまち歩き団体によって採用されているもので、その簡素な手法によって数十年の活動継続が可能になっている。「大阪あそ歩」は自立した市民活動として全国の注目を集める点はこの手法にあると言ってよい。

## 成果
2011年5月に発行した『大阪あそ歩マップ集』（その１・２・３　町衆会議編集） は総計2万5000冊を売り上げた。このマップ集はその後の大阪における各種の「まち歩き」の基準書になっており、「まち歩き」に関連するテレビ番組制作の代表的な参考書になっている。また、2012年10月には第4回観光庁長官表彰を受賞しており、活動が評価された。2017には10周年を迎え、記念セミナーを公開して組織運営の手法やガイド要領などを公開した。

## 脚註
1. ↑   『まち歩きが観光を変える～長崎さるく博プロデューサー・ノート』（茶谷幸治 著 2008年2月 学芸出版社 ISBN 978-4761512378）[要ページ番号]
2. ↑  Community based tourism CBT コミュニティ（地域住民）が主体となった観光あるいは観光開発。利益を追求する観光事業者ではない住民の意識が基本になっている。
3. ↑  2008年10月6日に大阪市政記者クラブおよび関西レジャー記者クラブ宛に大阪市から提供された資料による。この資料では同時に「大阪あそ歩‘08秋」の開催内容にもふれている。大阪コミュニティ・ツーリズム推進連絡協議会はO大阪市の主導で大阪市、大阪商工会議所、大阪観光コンベンション協会（現大阪観光局）、水都大阪2009実行委員会が構成団体であった。その後に独立後の一般社団法人大阪あそ歩委員会が加わり、水都大阪2009実行委員会が退会している。
4. ↑  さらにその源流として今和次郎の「考現学」がある[要出典]。
5. ↑  茶谷幸治ホームページ　[信頼性要検証]
6. ↑  茶谷は「日本にコミュニティ主体の活動が根付かないのは行政頼りの発想があるからだ」として、「CBTが実行できるならチャンスだと思った」と語っている。[要出典]
7. ↑  『大阪あそ歩マップ集』その１　住吉（地図番号41）コリアタウン（地図番号38）　なお、当時作成されたマップは現在のものと異なっている。住吉コースには「祈りのまち」、コリアタウンには「異文化のまち」というタイトルがつけられているが、「行政的に違和感がある」と当初はコース作成にあたっての意見相違がみられたと茶谷が語っている[要出典]。
8. ↑  大阪コミュニティ・ツーリズム推進連絡協議会2012年3月作成資料
9. 1 2  “『大阪あそ歩マップ集』その１・２・３　大阪あそ歩町衆会議編集・大阪コミュニティ推進連絡協議会発行”. 2018年1月閲覧。
10. ↑  ニューヨーク「ビッグオニオン」、ロンドン「ロンドンウォークス」など世界の主要な都市では「まち歩き」がCBTの重要な手段として定着している。
11. ↑  https://www.mlit.go.jp/common/000225023.pdf